# Conseil de gouvernement d'Andalousie
Le Conseil de gouvernement d'Andalousie (Consejo de Gobierno de Andalucía) est l'organe exécutif de la Junte d'Andalousie. Sous la direction de son président, il est chargé de la définition et de la conduite de la politique de la communauté autonome d'Andalousie.

## Fonctions
Le Conseil de gouvernement est l'une des trois composantes de la Junte d'Andalousie, avec le Parlement et le président. Présidé par ce dernier, il partage avec lui le pouvoir exécutif dans la communauté autonome.
Ses prérogatives sont détaillées dans les articles 119 à 123 du statut d'autonomie pour l'Andalousie de 2007. Le Conseil y est défini comme le détenteur du pouvoir exécutif, chargé de l'élaboration et de la mise en œuvre de la politique de la communauté, ainsi que de la direction de l'administration et des services sous tutelle de la Junte. Le gouvernement et chacun de ses membres sont à cet effet pourvus du pouvoir réglementaire, dans la limite des compétences dévolues par la Constitution et le statut d'autonomie. 
Le Conseil agit en étroite collaboration avec le Parlement, qui oriente, impulse et contrôle son action (art. 106).
L'initiative des lois est partagée entre le Parlement — selon une procédure détaillée dans son règlement intérieur — et le Conseil (art. 111). Une fois votées, les lois sont promulguées, au nom du roi, par le président de la Junte et publiées au Bulletin officiel de la Junte d'Andalousie (BOJA) et au Bulletin officiel de l'État (BOE).
Conformément à l'article 109 du statut, le Parlement autonome peut déléguer au Conseil de gouvernement la faculté de légiférer par voie réglementaire, à l'exclusion de certaines matières sur lesquelles le Parlement conserve une compétence législative exclusive, comme le budget et les lois requérant la majorité qualifiée. En cas d'urgence, la Chambre peut par ailleurs autoriser le Conseil à signer des décrets-lois, d'une durée d'application limitée. Les matières les plus sensibles, le budget, le régime électoral, les institutions, les droits et libertés notamment, sont exclues du champ d'application de cette mesure.
En accord avec la Constitution, le gouvernement est apte à recourir en inconstitutionnalité devant le Tribunal constitutionnel (art. 119-4).

## Composition et désignation
Le Conseil de gouvernement est composé du président, de vice-présidents et de conseillers. C'est le président qui est chargé de nommer les conseillers, selon la répartition des portefeuilles qu'il a fixée (art. 120).
Les membres du conseil de gouvernement — à l'image de tous leurs collègues des communautés autonomes — sont appelés « conseillers » (consejeros), afin de ne pas être confondus avec les ministres du gouvernement central. Chacun de ces conseillers se voit attribuer un département (consejería), aux compétences plus ou moins vastes.
La démission du Conseil intervient à échéance de la législature, ou, exceptionnellement, dans des cas très précis comme l'incapacité, la condamnation à l'inéligibilité ou le décès du président, une motion de censure ou un vote de confiance négatif (art. 120). Ses fonctions prennent fin à la prise de fonction du nouveau Conseil. Le Conseil est tributaire de son président, responsable devant le Parlement, ce dernier jouissant de forts contre-pouvoirs.